# 九龍巴士60線
九龍巴士60線是香港一條已停辦的新界市區巴士路線，由九龍巴士（一九三三）有限公司營辦，來往友愛（南）至長沙灣，途經安定邨後便駛上屯門公路前往荃灣、葵涌及荔枝角。60線在1980年10月20日投入服務，停辦前只於星期一至六上下午繁忙時間行走，其餘時間由九龍巴士59A線繞經安定邨及友愛邨取代。九廣西鐵通車後，此路線於2004年2月8日取消服務，由新路線61M取代。

## 歷史
60線於1980年10月20日投入服務，當時來往友愛邨及長沙灣，提供每天全日服務，途經屯門新墟、屯門公路、荃灣及葵涌。當時長沙灣總站則設於長順街。1981年初，此路線屯門區總站由友愛邨愛明樓側遷往友愛邨愛信樓外，及後再遷往安定邨定德樓對開的巴士總站。因應地下鐵路荃灣支綫於1982年5月16日通車，60線來回程於當日起改經新墟至小欖一段的青山公路，往長沙灣方向更繞經青龍頭至深井一段青山公路，同年8月20日起，因應荃灣站公共運輸交匯處啟用而實施的新交通管理措施，此路線往長沙灣方向繞經西樓角路，9月29日起來回程改經D8路及D2路往返青山公路，不經杯渡路。配合興建皇珠路，政府需收回安定總站，此路線屯門總站於1983年11月6日遷往第一代屯門碼頭（後改稱友愛（南））。1984年7月6日起，因應南豐中心外的一段青山公路恢復雙向行車，60線往長沙灣方向不再途經西樓角路；同年9月23日起，此路線離開安定邨後改為直接取道屯門公路往返荃灣，並增設由眾安街前往屯門之單向分段收費，原有青山公路往來市區的服務由當日延長至長沙灣的52線取代。
1987年6月7日，60線長沙灣總站遷往長沙灣道西行近長荔街之巴士站；同年12月15日起，此路線友愛（南）總站由16F路遷往16E路。1988年3月26日，此路線長沙灣總站再遷往發祥街。因應輕鐵專區法例於同年9月25日起實施，此路線由當日起將該線往長沙灣方向所有位於屯門區內的車站設為只准上車，而友愛（南）方向所有位於屯門區內的車站則只准下車，直至1993年6月1日輕鐵專區法例修改為止。1990年12月11日，此路線友愛（南）總站由16E路遷往位於16C路旁的新巴士總站，來回程改經16C路及D2路進出新總站，不再途經16E路及16A路。1991年3月18日，60線改為只在平日繁忙時間服務，非繁忙時間及假日的服務由59A線繞經安定邨及友愛邨代替。1992年9月13日，此路線的長沙灣總站遷往長沙灣廣場。1999年10月17日，60線往友愛（南）方向不再停靠福來邨永康樓的分站。
2002年11月18日起，60線增派空調巴士行走。惟因應九廣西鐵於2003年12月通車，運輸署及九巴決定在西鐵通車後第五至六周把此路線連同52M、261M及262P線一併取消，由新開辦之61M線取代，相關改動於2004年2月8日起實施。

## 服務時間及班次
60線於取消服務前只於星期一至六上下午繁忙時間服務。以下服務時間及班次資訊以取消服務前為准。
| 友愛（南）開            | 友愛（南）開  | 長沙灣開                | 長沙灣開      |
| 服務時間 （星期一至六） | 班次 （分鐘） | 服務時間 （星期一至六） | 班次 （分鐘） |
| ----------------------- | ------------- | ----------------------- | ------------- |
| 05:50－09:47            | 11－20        | 06:46－10:46            | 11－20        |
|                         |               |                         |               |
| 15:00－18:48            | 11－20        | 16:00－20:24            | 11－20        |

## 收費
60線在取消服務前非空調巴士班次全程收費為$6.7，空調巴士班次全程收費則為$9.3，並設12歲以下小童及65歲或以上長者半價優惠，分段收費如下：
| 上車地點＼落車地點 | 長沙灣                      | 友愛（南）                  |
| ------------------ | --------------------------- | --------------------------- |
| 荃灣（荃德花園）起 | $3.5（非空調） $4.7（空調） | 不適用                      |
| 荃灣（眾安街）起   | 不適用                      | $5.3（非空調） $7.5（空調） |
| 安定邨起           | 不適用                      | $3.0（非空調） $3.5（空調） |

## 用車
60線取消前，主要用車為都城嘉慕威曼都城非空調巴士及各款空調雙層巴士。

## 行車路線
60線取消前由友愛（南）開出的班次途經海珠路、屯門鄉事會路、屯興路、屯門公路、青山公路、葵涌道、長沙灣道、蝴蝶谷道、荔枝角道、長荔街及長順街前往長沙灣；由長沙灣開出的班次途經長順街、大南西街、長義街、長荔街、長沙灣道、荔枝角道、葵涌道、青山公路、屯門公路、屯興路、屯門鄉事會路及海珠路前往友愛（南），具體停站請參考資訊框。60線全程行車里數約為28公里，全程行車時間約為52分鐘。

### 書籍
- 容偉釗. . BSI. 2002-06: 97-98. ISBN 9628414623 （中文（香港））.
- 容偉釗. . BSI. 2015-01: 138-139. ISBN 9628414720 （中文（香港））.

### 其他參考資料
1. 1 2 3  . 九龍巴士（一九三三）有限公司.   [2024-08-24]. 原始内容存档于2004-01-05 （中文（香港））.
2. 1 2  . 九龍巴士（一九三三）有限公司.   [2024-09-01]. 原始内容存档于2004-01-29 （中文（香港））.
3. 1 2  . 九龍巴士（一九三三）有限公司.   [2024-08-24]. 原始内容存档于2004-01-29 （中文（香港））.
4. ↑  . 華僑日報: 9. 1980-10-19  [2024-09-01]. （原始内容存档于2024-09-01） （中文（香港））.
5. 1 2 3 4 5  容 2002，第97, 98頁.
6. 1 2 3 4 5  容 2015，第138, 139頁.
7. ↑  . 華僑日報: 9. 1982-05-15  [2024-02-22]. （原始内容存档于2024-02-23） （中文（香港））.
8. ↑  . 工商日報. 1984-08-19: 5  [2024-06-30]. （原始内容存档于2024-07-03） （中文（香港））.
9. ↑   (报告) 128–33. 香港政府憲報. 1986-08-15. 2819 （英语）.
10. ↑   (报告) 125–4. 香港政府憲報. 1983-01-28. 326 （英语）.
11. ↑  . 大公報. 1982-09-29: 5  [2024-09-01]. （原始内容存档于2024-09-01）.
12. ↑   (新闻稿). 香港政府新聞公報. 1983-11-04 （中文（香港））.
13. ↑  . 華僑日報. 1984-07-05: 11  [2024-07-03]. （原始内容存档于2024-07-03） （中文（香港））.
14. ↑  . 華僑日報. 1984-09-23: 13  [2024-06-29]. （原始内容存档于2024-06-29）.
15. ↑  . 華僑日報: 29. 1987-12-12  [2024-09-01]. （原始内容存档于2024-09-01） （中文（香港））.
16. ↑   (报告). L.N. 181/87. 香港政府憲報: B564. 1987-06-16  [2024-09-01]. （原始内容存档于2024-09-01） （英语）.
17. ↑   (PDF) (报告). Transport Department: D3052. 1988-04  [2024-09-03]. （原始内容存档 (PDF)于2024-09-03） （英语）.
18. ↑  . 華僑日報: 9. 1988-03-25  [2024-09-01]. （原始内容存档于2024-09-01） （中文（香港））.
19. ↑   (新闻稿). 香港政府新聞公報. 1988-09-23 （中文（香港））.
20. ↑   (新闻稿). 香港政府新聞公報. 1993-05-29 （中文（香港））.
21. 1 2   (报告) 133–29. 香港政府憲報. 1991-07-19. 2513 （英语）.
22. ↑  . 華僑日報: 11. 1990-12-11  [2024-09-01]. （原始内容存档于2024-09-01） （中文（香港））.
23. ↑   (新闻稿). 運輸署. 1999-10-15  [2024-06-29]. （原始内容存档于2023-09-30） （中文（香港））.
24. ↑   (新闻稿). 九龍巴士（一九三三）有限公司. 2002-11-16  [2019-08-19]. 原始内容存档于2007-04-29 （中文（香港））.
25. ↑   (PDF). 運輸署. 2003-12  [2024-06-29]. 原始内容存档于2003-12-13 （中文（香港））.
26. ↑  . 九龍巴士（一九三三）有限公司. 2004-02-05  [2024-09-01]. 原始内容存档于2005-11-18 （中文（香港））.
27. ↑  . 運輸署. 2004-02-06  [2024-06-29]. （原始内容存档于2023-10-01） （中文（香港））.
28. ↑  . 九龍巴士（一九三三）有限公司.   [2024-06-29]. 原始内容存档于2003-08-30 （中文（香港））.
29. ↑   (PDF). 九龍巴士（一九三三）有限公司: 3. 2004-02-02  [2024-06-29]. 原始内容存档于2004-02-05 （中文（香港））.
30. ↑  鄭美施.  (报告) 7–10. 香港政府憲報: B822. 2003-02-18  [2024-06-29]. 62. （原始内容存档于2024-06-29） （中文（香港））.